# Bataille de Mosynopolis
Guerres bulgaro-latines
La bataille de Mosynopolis (en bulgare: Битка при Месинопол, trans. Bitka pri Mesinopol) eut lieu le 4 septembre 1207 près de la ville de Komotiní, dans la Grèce actuelle, entre l'empire bulgare et le royaume latin de Thessalonique. Le résultat fut une victoire bulgare.
Alors que les armées du tsar Kaloyan assiégeaient Andrinople à l'est, le roi de Thessalonique, Boniface de Montferrat, lança des attaques sur la Bulgarie depuis Serrès. Sa cavalerie atteignit Mosynopolis après cinq jours de pillages à l'est de Serrès, mais dans le terrain montagneux entourant la ville, son armée fut attaquée par une importante force composée principalement de Bulgares. Dans un premier temps, Boniface et son escorte parvinrent à repousser les Bulgares, cependant, en poursuivant ces derniers, il fut mortellement blessé par une flèche et les Latins furent vaincus. Sa tête fut envoyée à Kaloyan qui organisa immédiatement une campagne contre Thessalonique, la capitale de Boniface. Kaloyan fut néanmoins tué à son tour par des conspirateurs pendant le siège et les Bulgares furent contraints de lever le siège,.